# Park Su-chang
Đây là một tên người Triều Tiên, họ là Park.
Park Su-Chang (tiếng Hàn: 박수창; sinh ngày 20 tháng 6 năm 1989) là một cầu thủ bóng đá Hàn Quốc thi đấu ở vị trí tiền vệ cho Daejeon Citizen.

## Sự nghiệp câu lạc bộ
Park là một cầu thủ tuyển cho Daegu FC từ Đại học Kyung Hee cho mùa giải 2012. Anh có màn ra mắt ngày 19 tháng 5 năm 2012, vào sân từ ghế dự bị trong trận đấu trên sân nhà trước Daejeon Citizen.

## Thống kê sự nghiệp câu lạc bộ
Tính đến 17 tháng 12 năm 2013
| Thành tích câu lạc bộ | Thành tích câu lạc bộ | Thành tích câu lạc bộ | Giải vô địch | Giải vô địch | Cúp     | Cúp       | Cúp Liên đoàn | Cúp Liên đoàn | Tổng cộng | Tổng cộng |
| Mùa giải              | Câu lạc bộ            | Giải vô địch          | Số trận      | Bàn thắng    | Số trận | Bàn thắng | Số trận       | Bàn thắng     | Số trận   | Bàn thắng |
| Hàn Quốc              | Hàn Quốc              | Hàn Quốc              | Giải vô địch | Giải vô địch | Cúp KFA | Cúp KFA   | Cúp Liên đoàn | Cúp Liên đoàn | Tổng cộng | Tổng cộng |
| --------------------- | --------------------- | --------------------- | ------------ | ------------ | ------- | --------- | ------------- | ------------- | --------- | --------- |
| 2012                  | Daegu FC              | K League 1            | 1            | 0            | 0       | 0         | -             | -             | 1         | 0         |
| 2013                  | Chungju Hummel        | K League 2            | 29           | 0            | 0       | 0         | -             | -             | 29        | 0         |
| Tổng cộng sự nghiệp   | Tổng cộng sự nghiệp   | Tổng cộng sự nghiệp   | 30           | 0            | 0       | 0         | -             | -             | 30        | 0         |